# Jean Roba
Pour les articles homonymes, voir Roba.
Pour l’article ayant un titre homophone, voir Robba.
Jean Roba, né le 28 juillet 1930 à Schaerbeek et mort le 14 juin 2006 à Bruxelles, est un auteur de bande dessinée belge. Signant simplement de son nom Roba, il est surtout connu comme l'auteur de la série Boule et Bill, bien qu'il ait réalisé beaucoup d'autres travaux.

## Biographie

### Les débuts
Jean Roba naît le 28 juillet 1930 à Schaerbeek,,,, une commune bruxelloise. À l'âge de dix ans, il se rend aux cours du soir de l’École des Arts Décoratifs de Molenbeek. Il apprend des disciplines comme « la décoration ou le dessin de mode ». Pendant la guerre, il dévore Bravo ! et ses dessins sont initialement influencés par Michel Debout et Jean Dratz. Il quitte l'école à quinze ans. Il est engagé comme apprenti dans une entreprise de fabrication de vitraux mais il abandonne car il souffre du vertige. Avant de s'adonner à la bande dessinée, il exerce d'autres formes d'arts tels que la gravure, l'imprimerie, la retouche photographique puis l’illustration publicitaire vers l'âge de 16 ans, métier dans lequel il devient chef d'un studio de création, après avoir terminé son service militaire en 1952. Auparavant, il avait également été formé à la décoration intérieure et au design.
Franquin le fait entrer au Journal de Spirou. À partir de 1957, Roba participe au périodique, notamment avec trois épisodes des Belles histoires de l’Oncle Paul, ainsi qu'une histoire courte, Tiou, le petit Sioux. Il contribue également à trois histoires de Spirou et Fantasio.

### Boule et Bill

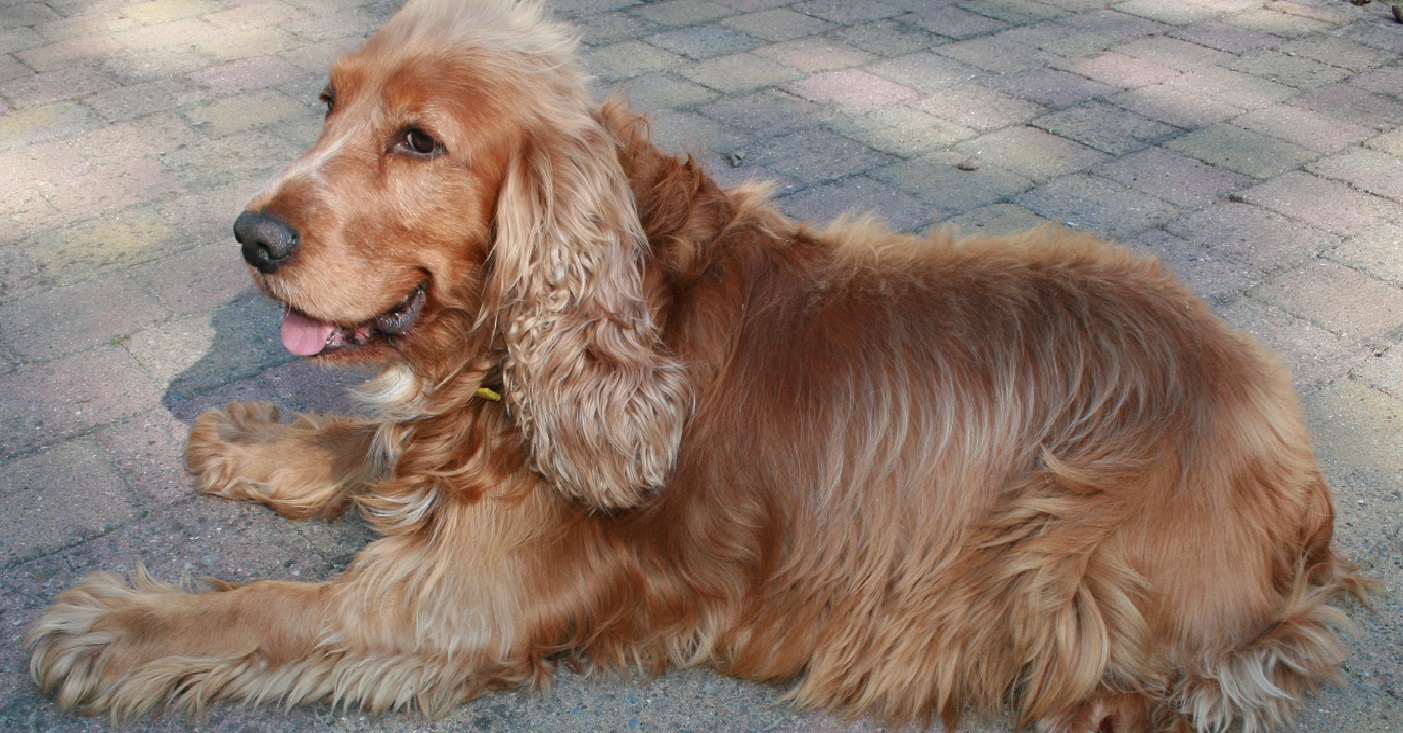
Cocker anglais golden.

À la fin de l'année 1959, avec la participation de Rosy, il crée Boule et Bill, un petit garçon et son chien. Jean Roba appréciait les cockers. Il s'est inspiré de son propre cocker pour dessiner Bill, et de son propre fils pour « croquer » Boule.
Cette série apparaît d’abord comme un « mini-récit » intitulé Boule et les mini-requins, supplément au journal de Spirou sous la forme d'un mini-album à découper et à monter soi-même. L’année suivante, elle se poursuit sous la forme d’histoires brèves et de gags.
La série Boule et Bill, sous un angle « tendre et ironique » représente le bonheur dans une petite famille où la poésie s'harmonise avec le train-train quotidien : les mésanges bleues vont s'amuser à côté de Bill le cocker. À partir de 1987, Roba rejoint les éditions Dargaud, qui publient quatre volumes de la série.
Cette série remporte un grand succès et est traduite dans plus d'une vingtaine de langues pour plus de 25 millions de lecteurs. En effet, Roba séduit les lecteurs par son humour, son graphisme tout en rondeur et d'une lisibilité aisée,. Dans les écoles primaires, nombreux sont les manuels scolaires qui publient dans le cadre de l'éducation nationale des exercices éducatifs à partir des gags de Boule et Bill.
En parallèle, Jean Roba fait vivre d'autres héros, comme Pomme en 1962.

### Spirou et Fantasio
De 1959 à 1960, Roba collabore avec Franquin en dessinant les décors de trois épisodes de Spirou et Fantasio : Spirou et les Hommes-bulles, Tembo Tabou et Les Petits Formats.

### La Ribambelle
De 1962 à 1976, il anime La Ribambelle, durant huit récits, en collaboration avec Vicq, Yvan Delporte, Maurice Tillieux et Jidéhem. Cette série raconte les aventures de six enfants : Phil, Grenadine, Dizzy, Archibald, Atchi et Atcha, dans les épisodes : La Ribambelle gagne du terrain ; La Ribambelle en Écosse ; La Ribambelle s'envole ; La Ribambelle engage du monde ; La Ribambelle au bassin ; La Ribambelle aux Galopingos ; La Ribambelle enquête et La Ribambelle contre-attaque.

### Contributions graphiques
En outre, il participe aux albums collectifs Il Était Une Fois... Les Belges (Lombard, 1980), un recueil de chroniques et de pages de bandes dessinées publié à l'occasion du 150e anniversaire de la Belgique. Roba a également apporté des contributions graphiques à Les Amis de Buddy Longway (Lombard, 1983, un hommage à la série phare de Derib) et à la parodie de Lucky Luke Rocky Luke - Banlieue West» (Goupil, 1985). Lors des élections parlementaires de 1994, il réalise une bande dessinée de propagande en soutien au politicien du PSC Jean-Louis Thys et bourgmestre de sa commune de Jette. Et encore Catalogue imaginaire (Dupuis, 1985), L'Oiseau de la paix (Association du livre de la paix, 1986), Spécial animaux - 7 chefs-d'œuvre drôles, émouvants et tendres (Dupuis, 1986), Images du scoutisme - 50 ans de calendrier FSC (FSC, 1991), Rire c'est rire (F.I.R., 1995), L'Arbre des deux printemps (Lombard, 2000) et Contes de Noël du journal Spirou 1955-1969 (Dupuis, 2020).

### Les dernières années
Souffrant d'une polyarthrite à la main, Jean Roba prend sa retraite en 2003, laissant Boule et Bill continuer sous la plume de Laurent Verron, qui fut son assistant de 1986 à 1989.
Il reste sollicité pour ses talents de dessinateur mais aussi pour l'originalité de ses scénarios pleins d'humour.

### Mort
L'artiste meurt le 14 juin 2006, à Bruxelles, à l'âge de 75 ans ; ses funérailles se déroulent le 21 juin 2006 en l'église Notre-Dame de Lourdes, à Jette, commune où il résidait depuis plusieurs décennies. Près de deux ans après sa disparition, son œuvre est protégée par la fondation Jean Roba. Elle est constituée le 21 août 2008 sous la forme juridique de fondation privée. Sa veuve réalise ainsi sa volonté : « préserver l'œuvre de sa vie, ses planches originales, dans leur intégralité. »

### Vie privée
Il avait un fils Philippe dont il s'est inspiré pour créer Boule. Il était marié à Luce Roba.

## Œuvres publiées

### Albums
- Boule et Bill (scénario et dessin), Dupuis puis Dargaud, vingt-cinq albums, 1962-2001.
- Spirou et Fantasio :

17. Spirou et les Hommes-bulles (décors), avec André Franquin (scénario et dessin), Dupuis, 1964.
24. Tembo Tabou (décors), avec Greg (scénario) et André Franquin (dessin), Dupuis, 1974.
- La Ribambelle (dessin, parfois scénario), avec Jidéhem (décors), Vicq, Maurice Tillieux et Yvan Delporte (scénarios), Dupuis, 6 albums, 1965-1984.

### Collectifs
- Contes de Noël, Dupuis, coll. « Les Meilleurs Récits du journal de Spirou », Marcinelle, 4e trimestre 1978
Scénario et dessin : collectif dont Roba - Couleurs : collectif -  (ISBN 2-8001-0599-2)Contient : Les Cinq Petits Anges du paradis.
- Il était une fois... Les Belges[17], Le Lombard, Bruxelles, 1980
Scénario et couleurs : collectif - Dessin : collectif dont Roba,L'album est accompagné d'une lithographie numérotée et signée à 150 ex.
- Le Trombone illustré[18], Dupuis, Marcinelle, 3e trimestre 1980
Scénario : collectif - Dessin : collectif dont Roba - Couleurs : quadrichromie,Réédition augmentée en 2009  (ISBN 978-2-8001-4279-1)
- Les Amis de Buddy Longway[19], Le Lombard, coll. « Phylactère », Bruxelles, avril 1983
Scénario : collectif dont Roba - Dessin et couleurs : collectif -  (ISBN 2-8036-0042-0)
- Catalogue imaginaire[20], Dupuis, Marcinelle, 1985
Scénario et couleurs : collectif - Dessin : collectif dont Roba,Hors commerce. Tirage limité à 1 000 exemplaires.
- Rocky Luke - Banlieue West[21], SEDLI - Jacky Goupil, mai 1985
Scénario : collectif - Dessin : collectif dont Roba - Couleurs : quadrichromie -  (ISBN 2-86725-016-1)
- L'Oiseau de la paix[22], Association du livre de la paix, janvier 1986
Scénario et couleurs : collectif - Dessin : collectif dont Roba,40 auteurs réunis pour un album pour la paix.
- Spécial animaux - 7 chefs-d'œuvre drôles, émouvants et tendres, Dupuis, coll. « Les Meilleurs Récits du journal de Spirou », Marcinelle, août 1986
Scénario et couleurs : collectif - Dessin : collectif dont Roba -  (ISBN 2-8001-1395-2).
- Animaux a(d)mis[23], Alliance européenne, Tilff, janvier 1990
Scénario : collectif - Dessin : collectif dont Jean Roba -  (ISBN 2-87364-000-6)
- Images du scoutisme - 50 ans de calendrier FSC[24], FSC, Bruxelles, 1991
Scénario et couleurs : collectif - Dessin : collectif dont Jean Roba,Préface : Stéphane Steeman. Participation : avril 1973, avril ; juillet ; novembre 1974, juin ; septembre 1975, septembre 1976, 1986 (couverture), octobre 1992 (réimpression avril 1973).
- Rire c'est rire[25], F.I.R., 1995
Scénario et couleurs : collectif - Dessin : collectif dont Roba -  (ISBN 2-87265-046-6).
- L'Arbre des deux printemps, Le Lombard, coll. « Signé », Bruxelles, décembre 2000
Scénario : Rudi Miel - Dessin : Will, Roba et finalisé par les meilleurs représentants de la BD franco-belge - Couleurs : collectif -  (ISBN 2-8036-1600-9)
- Contes de Noël du journal Spirou 1955-1969, Dupuis, coll. « Patrimoine », Marcinelle, 27 novembre 2020
Scénario et dessin : collectif dont Roba - Couleurs : quadrichromie -  (ISBN 979-10-34738-18-2)

### DansSpirou
- Illustration de contes et de romans-feuilletons, 1957-1958.
- Trois Oncle Paul (dessin), avec Octave Joly (scénario), 1958.
- Environ trois cents couvertures, 1958-1959.
- Tiou le petit Sioux (scénario et dessin), 4 pages, 1958.
- L’Île au boumptéryx (scénario et dessin), avec André Franquin, Jidéhem et Marcel Denis (scénario et dessin), 1959.
- 978 gags, une histoire à suivre (Globe-Trotters, 1981) et un mini-récit de Boule et Bill (scénario et dessin), 1959-1987. On note aussi 26 illustrations de l'Avis de Bill, contes écrits par Yvan Delporte et Robert Casterman de 1967 à 1977.
- Onze récits de La Ribambelle (dessin, parfois scénario), avec Jidéhem (décors), Vicq, Maurice Tillieux et Yvan Delporte (scénarios), 1962-1976.
- Spirou et Fantasio : 
  - Les Petits Formats (décors), avec Franquin (scénario et dessin), 1962-1963.
  - Tembo Tabou (décors), avec Greg (scénario) et Franquin (dessin), 1971.
- Les Frères Fratelli : Bandits d'honneur (dessin), avec Yvan Delporte (scénario), 1965.
- Unlucky Luke Story (dessin), avec Maurice Tillieux (scénario), deux pages, 1967.
- Un sapin pour le petit Hans (scénario et dessin), quatre pages, 1969.
- Kakou, le petit pingouin jaune, scénario de Danièle Bourillon, Dupuis, 1969.
- Roba et son Bill (scénario et dessin), trois pages, 1970.
- Trois scénarios de Gaston Lagaffe pour Franquin, 1971-1972.
- Pays à reconnaître (dessin), avec Brouyère (scénario), deux pages, 1972.
- Le Boumptéryx, douze pages sous le nom collectif de Ley Kip, 1973.
- La Naissance d'un fantôme (scénario et dessin), cinq pages, 1979.

### Dans d'autres revues
- Couverture du Moustique no 1720 du 11 janvier 1959[26],[27].
- Les Frères Fratelli, dans Bonux Boy[28] no 7, 1960.
- 11 gags de Pomme dans Record[29], 1962-1965.
- Deux scénarios des Idées noires, avec André Franquin (dessin), dans Fluide glacial[30], 1979 et 1981.
- Plusieurs gags de Boule et Bill sont publiés dans Pif Gadget de 1986 à 1992 et deux dans Pilote en 1988[31].
- Couverture du no 2766 du Journal de Mickey[32] en 2005.

### Beaux-livres
- Roba illustrateur[33], Champaka, Dargaud, Bruxelles, Paris, 20 novembre 2009
Scénario : Éric Verhoest - Dessin : Roba - Couleurs : quadrichromie -  (ISBN 978-2-505-00614-5)
- Boule et Bill - L'art de Roba[34],[35], Dargaud, coll. « 60 ans de Boule et Bill », Paris, 4 octobre 2019
Scénario : Christelle et Bertrand Pissavy-Yvernault - Dessin : Roba - Couleurs : quadrichromie -  (ISBN 978-2-505-07528-8)

### Artbooks
- Christelle Pissavy-Yvernault et Bertrand Pissavy-Yvernault, Franquin, Morris, Jijé, Sempé... : 200 couvertures inédites pour le journal Le Moustique, Marcinelle, Dupuis, 1er novembre 2015, 312 p., ill. ; 29,8 cm (ISBN 978-2-8001-6571-4, présentation en ligne).

### Art commercial
Roba s'engage très vite à utiliser ses personnages en publicité, sous condition du respect de l'univers de ceux-ci. Au fil des années, Boule et Bill se retrouvent dans des publicités pour : Citroën, Coca-Cola, Colgate, Danone, Kodak, Novotel, Sabena, Treets, Volkswagen, UNICEF, la Croix-Rouge, ainsi que nombre d'autres produits et causes humanitaires,.

### Para-BD
Roba réalise des portfolios, ex-libris, posters, calendriers, de nombreuses cartes ou cartons, puzzles, autocollants, figurines, fournitures scolaires, et commet de nombreux travaux publicitaires. Le merchandising autour de Boule et Bill étant important. Il réalise également des affiches de festivals de bande dessinée,. La Poste belge émet à plusieurs reprises des timbres avec Boule et Bill. Il illustre également la pochette de disque de Robert Charlebois : Chante avec Robert Charlebois en 1977.

### Expositions
- Boule et Bill 60 ans de bonheur au quotidien ![40], rétrospective, Abbaye de Caunes-Minervois, Caunes-Minervois, du 5 juillet au 30 décembre 2017.
- Jean Roba. Rétrospective Boule et Bill, Galerie Huberty & Breyne, Bruxelles, du 29 novembre 2024 au 25 janvier 2025[41],[42].

## Réception

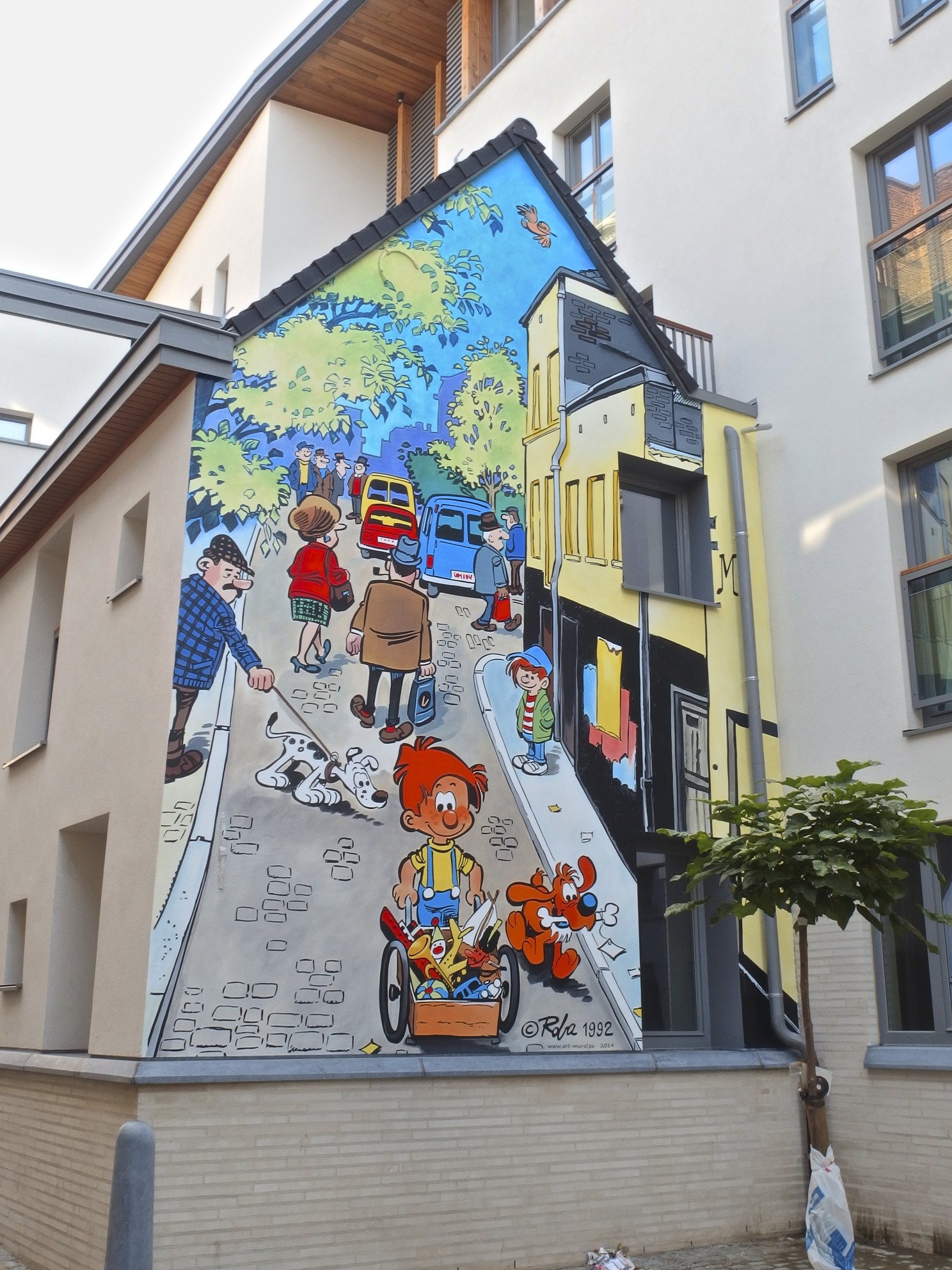
Fresque murale Boule et Bill à Bruxelles.

### Distinctions
1992 :  Chevalier de l'ordre des Arts et des Lettres.

### Prix et récompenses
- 1971 :  prix Saint-Michel du meilleur dessin humoristique, pour l'ensemble de son œuvre[43] ;
- 1978 :  prix de la meilleure œuvre comique étrangère du festival d'Angoulême pour Ras le Bill ![44] ;
- 1981 :  Alfred Enfant du festival d'Angoulême pour Bill est maboul[44] ;
- 1993 :  prix Honoris causa[3] ;
- 1995 :  prix 110 d'or[45] décerné par le festival Bédéciné d'Illzach pour l'ensemble de l'œuvre ;
- 1996 :  prix Géant de la BD décerné par la Chambre belge des experts en bande dessinée[46] pour Boule et Bill, La Ribambelle ;
- 2003 :  prix Albert-Uderzo pour l’ensemble de sa carrière (Sanglier d'or)[47] ;
- 2004 :  prix Albert-Chartier pour l'ensemble de l'œuvre[3].

### Postérité
En 1995, une fresque murale Boule et Bill faisant partie du parcours BD de Bruxelles est inaugurée. Elle est située rue du Chevreuil 19, elle couvre une superficie de 25 m2 et sa réalisation est due à l'association Art mural. Une statue de Boule et Bill réalisée par le sculpteur Tom Frantzen en juillet 2000, est installé au rond-point Boule et Bill à Jette, près du domicile qu'il occupât pendant des décennies,.
Avec André Franquin, il est à l'origine de la pratique d'accompagner une dédicace d'un dessin. Ses confrères l'ont caricaturé plusieurs fois. Parmi ces caricatures, citons celle de Tibet dans La Tibetière publiée dans Tintin en 1971 ainsi que dans l'ouvrage éponyme aux éditions Le Lombard en 2010.
Il a une influence marquante sur Thierry Coppée.

Au rond-point Boule et Bill à Jette
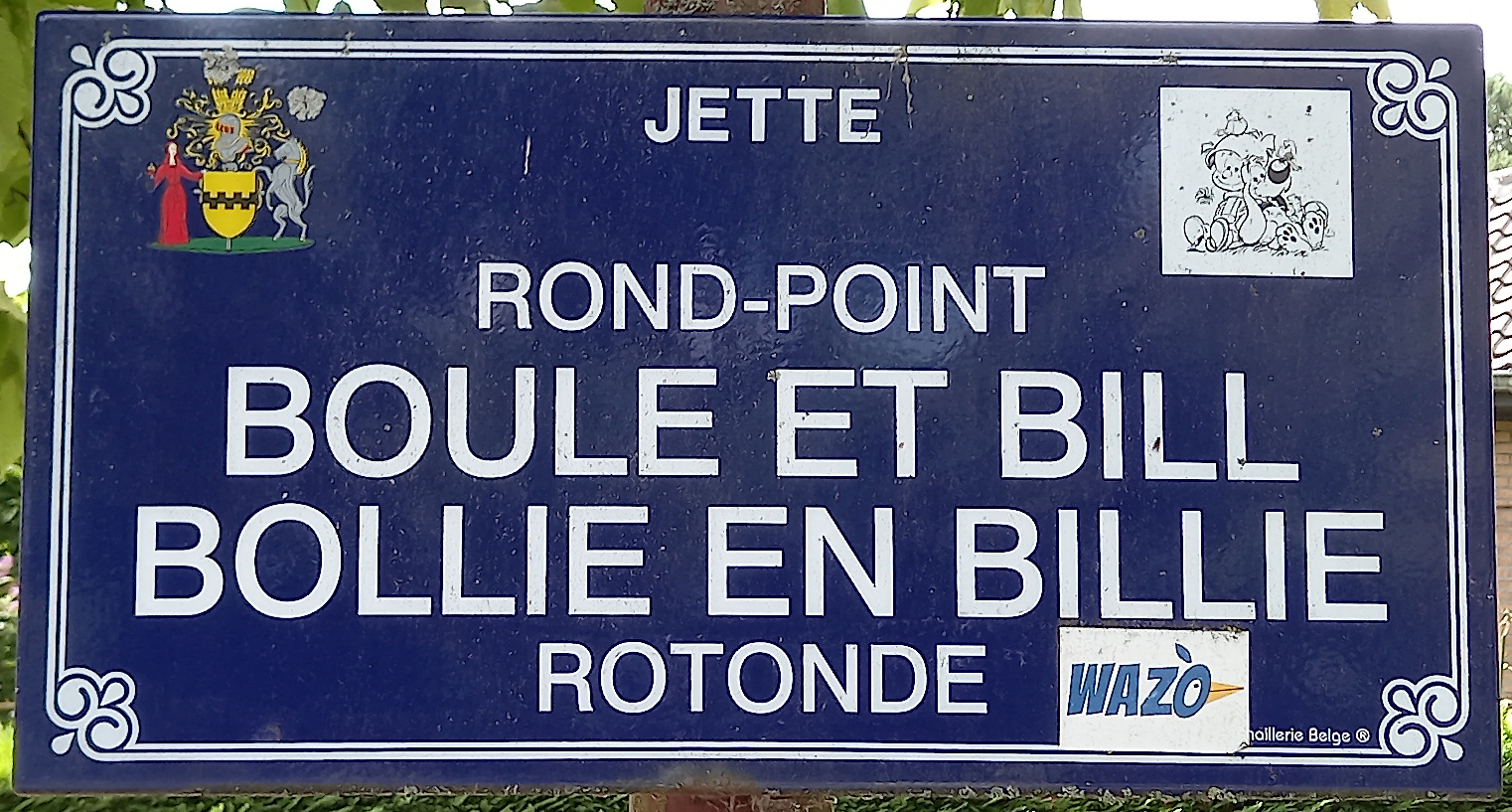
Plaque de rue rond-point Boule et Bill à Jette.
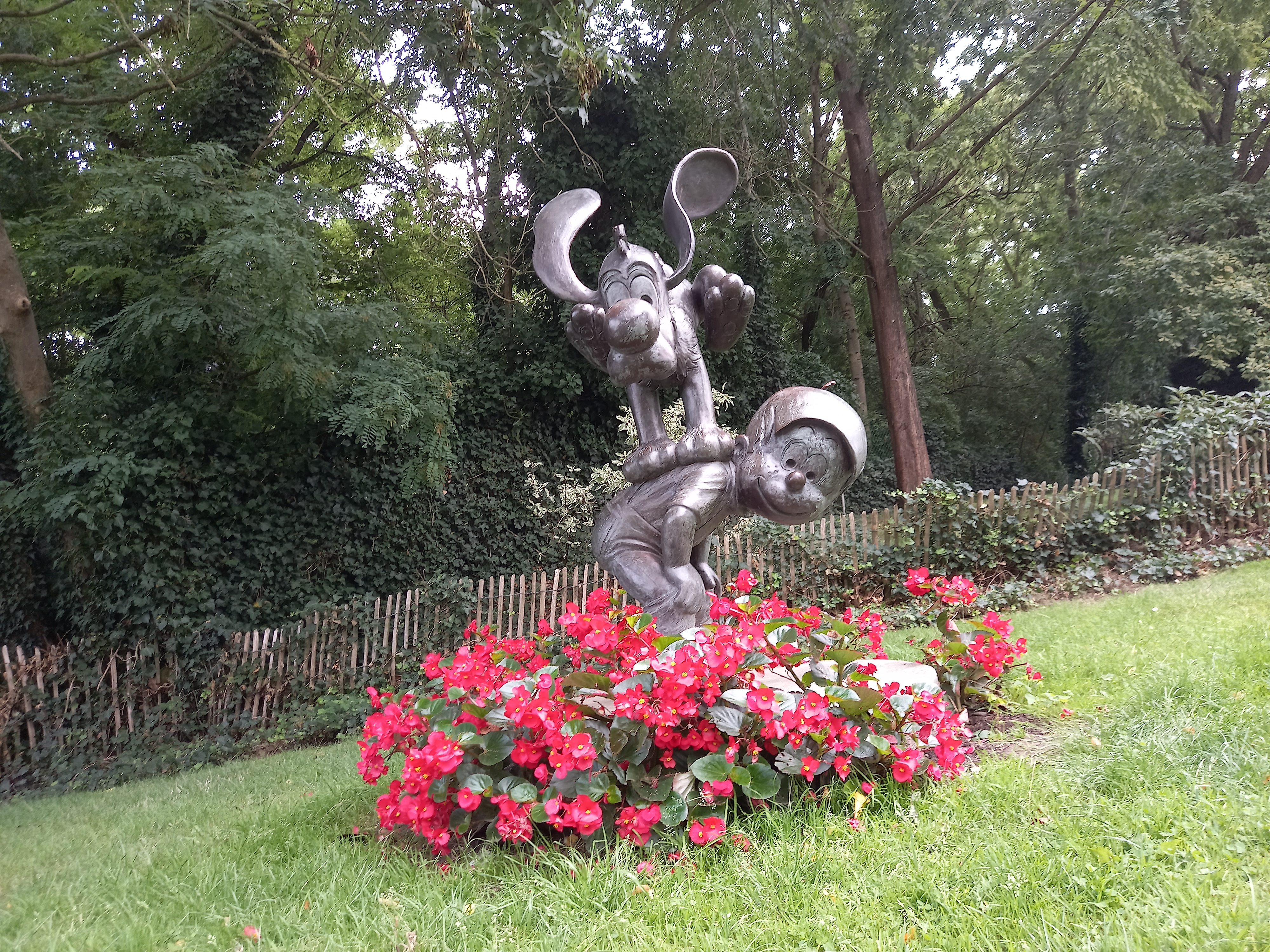
statue de Boule et Bill,
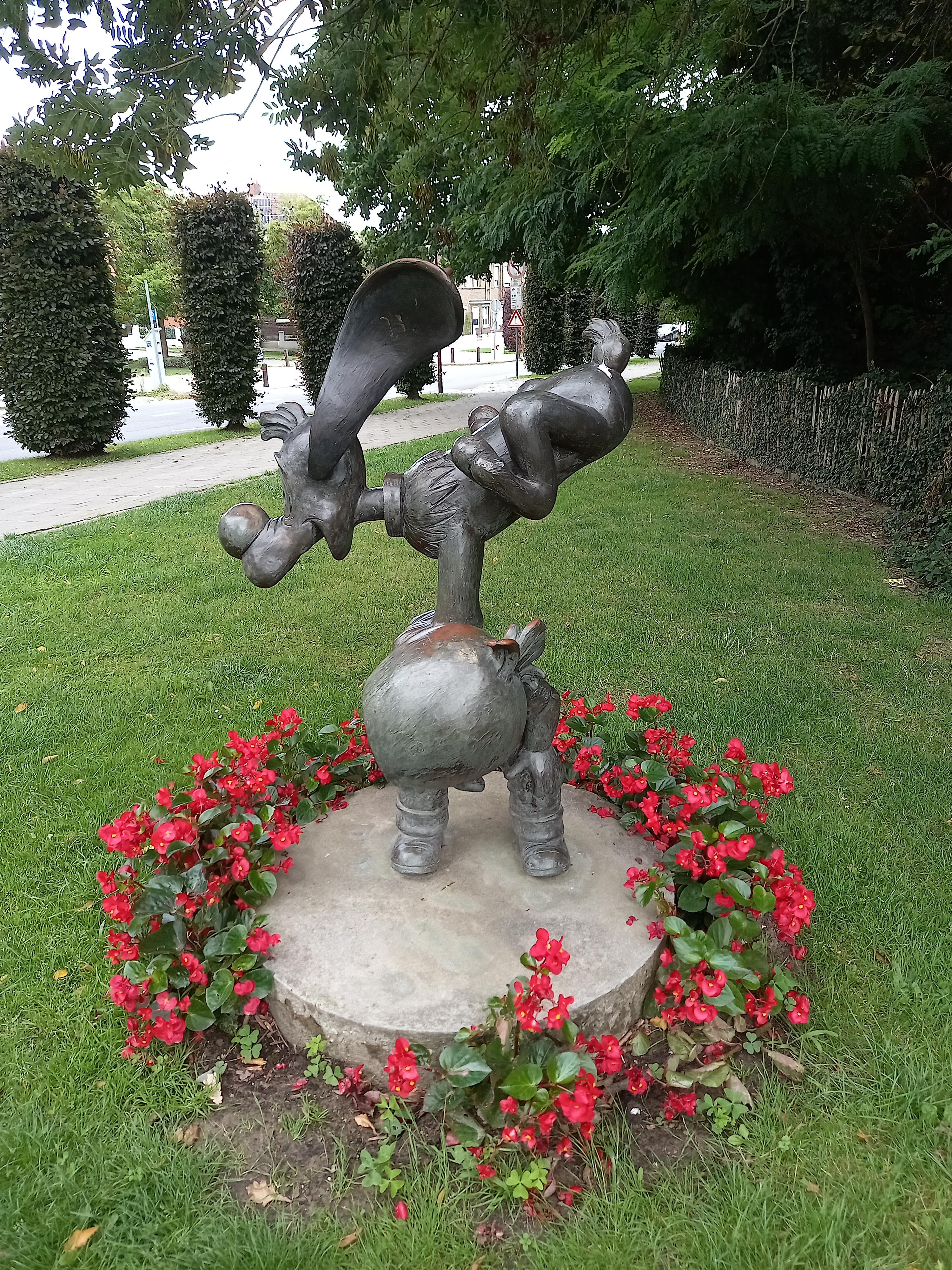
réalisation du sculpteur Tom Frantzen en juillet 2000.

#### Livres
: document utilisé comme source pour la rédaction de cet article.
- Jean Van Hamme, Introduction à la bande dessinée belge, Bruxelles, Bibliothèque royale de Belgique, 1968, 80 p., ill. ; 26 cm (lire en ligne), p. 42-43[catalogue] publié à l'occasion de l'exposition La bande dessinée en Belgique, Bibliothèque Albert Ier, [Bruxelles], du 29 juin au 25 août 1968.
- Martine de Man et Jean-François Malherbe, Un ghetto exemplaire : Analyse socioculturelle d'une bande dessinée, Bruxelles, CTL, 1977 (OCLC 893766761)(Boule et Bill)
- Hugues Dayez, Le Duel Tintin - Spirou, Bruxelles, Tournesol Conseils SPRL - Éditions Luc Pire, 1997, 255 p. (ISBN 2-930088-49-4, présentation en ligne)
- Jean Pirotte (dir.) et Luc Courtois, Du régional à l'universel. : L'imaginaire wallon dans la bande dessinée., Louvain-la-Neuve, Fondation wallonne Pierre-Marie et Jean-François Humblet, 1999, 310 p. (ISBN 978-2-9600072-3-7 et 2960007239, OCLC 1075833932), p. 247 lire sur Google Livres
- Philippe Cauvin (dir.) et Jean Roba (interviewé) (préf. Albert Uderzo), Roba, Toth, avril 2005 (ISBN 2-913999-15-8, présentation en ligne).
- Roba : Illustrateur, Bruxelles/Paris, Dargaud, novembre 2009, 119 p. (ISBN 978-2-505-00614-5, présentation en ligne).
- Patrick Gaumer, « Roba, Jean », dans Dictionnaire mondial de la BD, Paris, Larousse, 2010, 953 p., ill. ; 27 cm (ISBN 978-2-0358-4331-9 et 2-0358-4331-6, OCLC 920924930, présentation en ligne), p. 726. .
- François Ayrolles, « Rosy et Roba fabriquent une fausse page », dans Moments clés du journal de Spirou 1937-1985, Marcinelle, Dupuis, coll. « Patrimoine », 2 mars 2018, 312 p., ill. ; 20,8 cm (ISBN 9782800171142 et 2800171146, OCLC 1034784873, présentation en ligne), p. 185-186.

#### Périodiques
- Jean Roba (interviewé par ADW), « Les têtes de série : Roba : une star à visage humain », La Lettre de Dargaud, Dargaud, no 27,‎ janvier - février 1996, p. 14-15
- Jean Roba (interviewé par Guy Vidal), « Les têtes de séries : Boule et Bill en famille... », La Lettre - L'officiel de la bande dessinée, Dargaud, no 35,‎ mai - juin 1997, p. 20-21.
- Jean Roba (interviewé par Philippe Ostermann), « Les invités : Paroles de Roba », La Lettre - L'officiel de la bande dessinée, Dargaud, no 61,‎ septembre - octobre 2001, p. 39.
- Roba (int. par Jean-Pierre Fuéri), « Chapeau bas Monsieur Roba ! », BoDoï, no 47,‎ décembre 2001, p. 57-62.

#### Articles
- Roba et Laurent Verron (interviewés), « Roba et Verron : à propos de Boule & Bill », BDzoom,‎ 18 septembre 2003 (lire en ligne, consulté le 19 avril 2023)
- rédacteur institutionnel, « Boule et Bill perdent leur maître », Libération,‎ 15 juin 2006 (lire en ligne, consulté le 19 avril 2023).
- Olivier Delcroix, « Disparition : Jean Roba, le papa de Boule et Bill », Le Figaro,‎ 17 juin 2006.
- Gilles Ratier, « Du Roba inconnu… », BDzoom,‎ 26 juillet 2016 (lire en ligne, consulté le 22 janvier 2023).

### Émission de télévision
- Roba dessine Boule Et Bill sur Sonuma, Georges Renoy (Journaliste) (5 min 3 s), 19 février 1969.

### Vidéographie
- [vidéo] « Jean Roba, Rétrospective exceptionnelle ! », sur YouTube, 28 novembre 2024